# Amomum cannicarpum
Amomum cannicarpum är en enhjärtbladig växtart som först beskrevs av Robert Wight, och fick sitt nu gällande namn av George Bentham och John Gilbert Baker. Amomum cannicarpum ingår i släktet Amomum och familjen Zingiberaceae. Inga underarter finns listade i Catalogue of Life.